# Dwór von Münchhausenów w Żelaźnie
Dwór von Münchhausenów w Żelaźnie (niem. Schloss Ober-Eisersdorf) – dwór z XIX w. we wsi Żelazno (województwo dolnośląskie), w powiecie kłodzkim, wpisany do rejestru zabytków nieruchomych województwa dolnośląskiego.
Zabytkowy dwór został wybudowany po 1860 roku. W 1869 przebudowany przez Hugona von Löbbecke’a (1827–1901), żonatego z Klementine von Lindheim. W 1892 właścicielką była Luiza von Münchhausen (1834–1901), córka Hugona i żona Hilmara von Münchhausena (1826–1883). W XX w. posiadaczką była m.in. Hertha von Münchhausen-Würzburg (ur. 1859), córka Luizy. Po 1945 dwór był siedzibą PGR-u. W latach 90. XX wieku zajmował go Monar, później PCK. W 2016 został nabyty przez osobę prywatną, później przeprowadzono remont.
W drugiej kondygnacji wieży od strony fasady (południowej) znajduje się kartusz z herbem barona Hilmara von Münchhausena, a od strony wschodniej jego żony Luizy von Löbbecke. Pałac jest częścią zespołu dworskiego, w skład którego wchodzi jeszcze park.

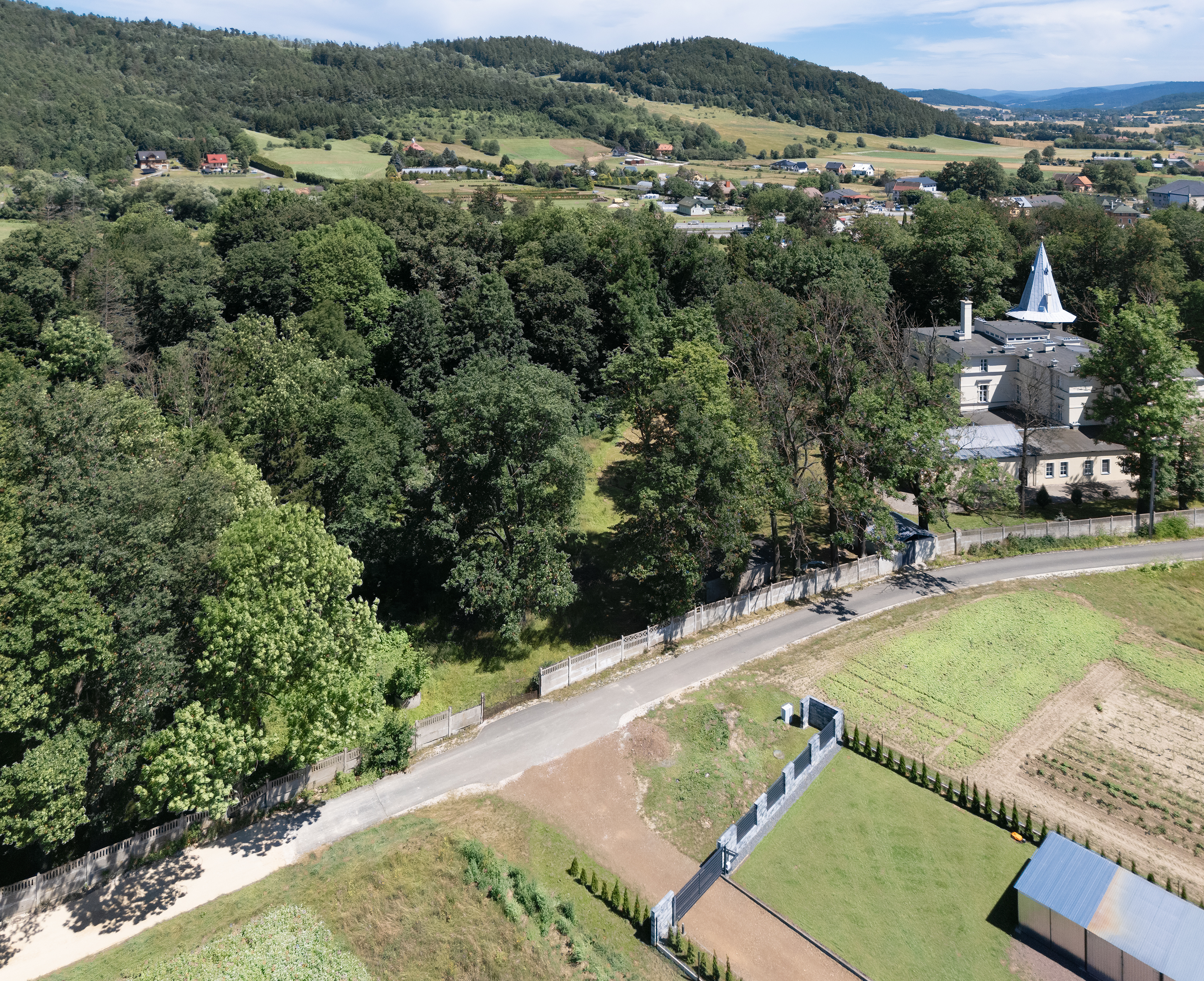
Dwór wraz z parkiem
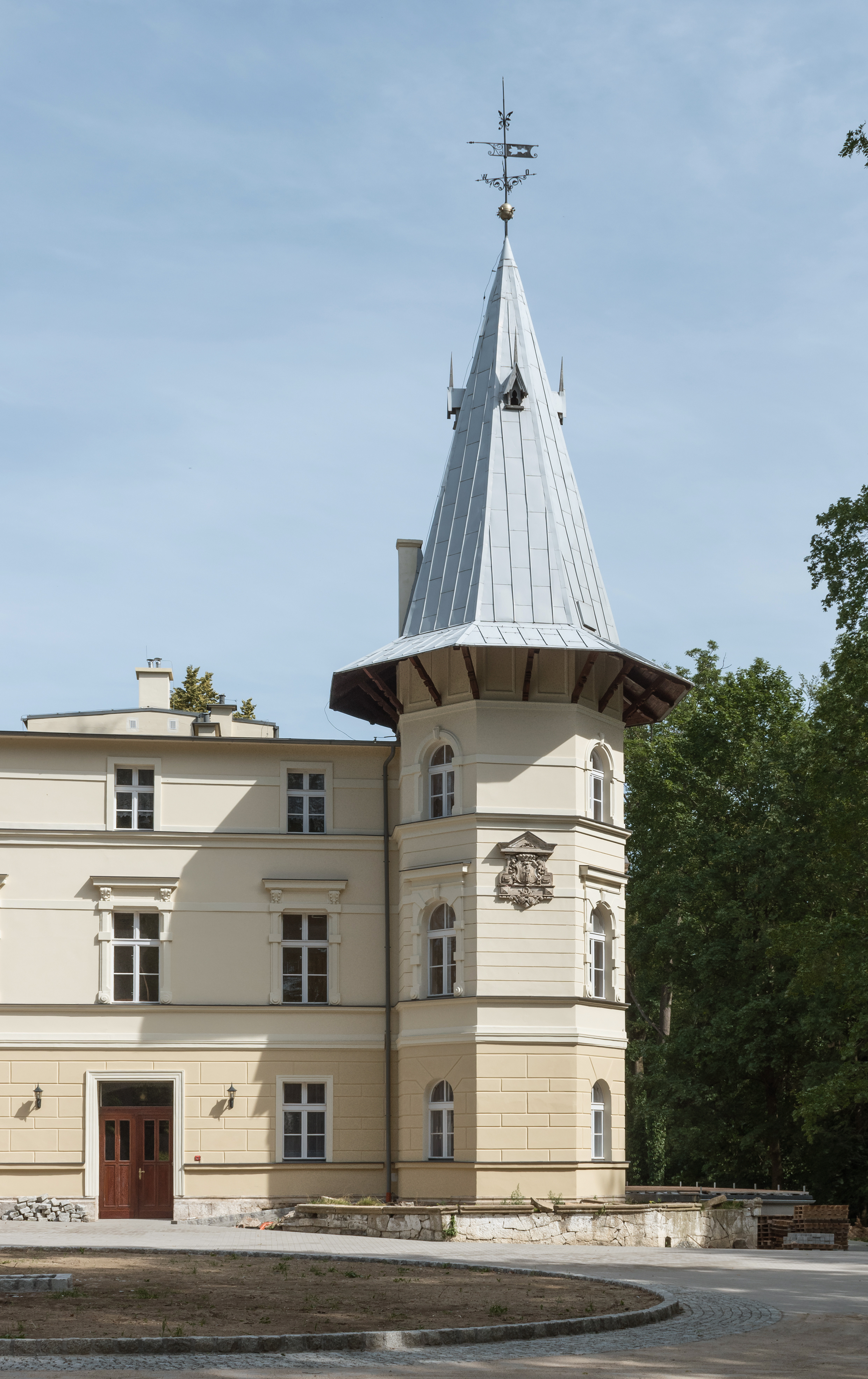
Wieża z herbami
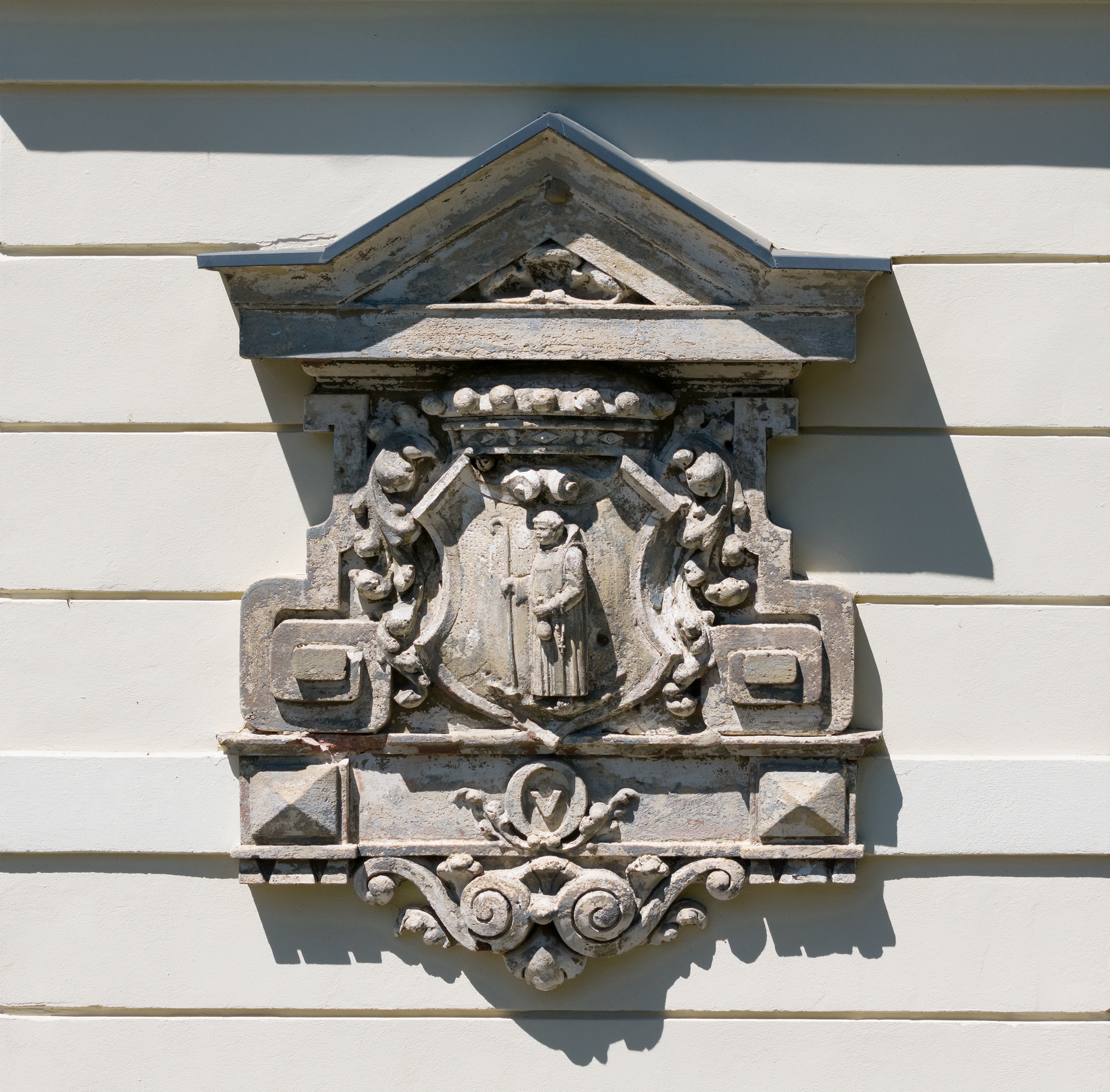
Herb Hilmara von Münchhausena
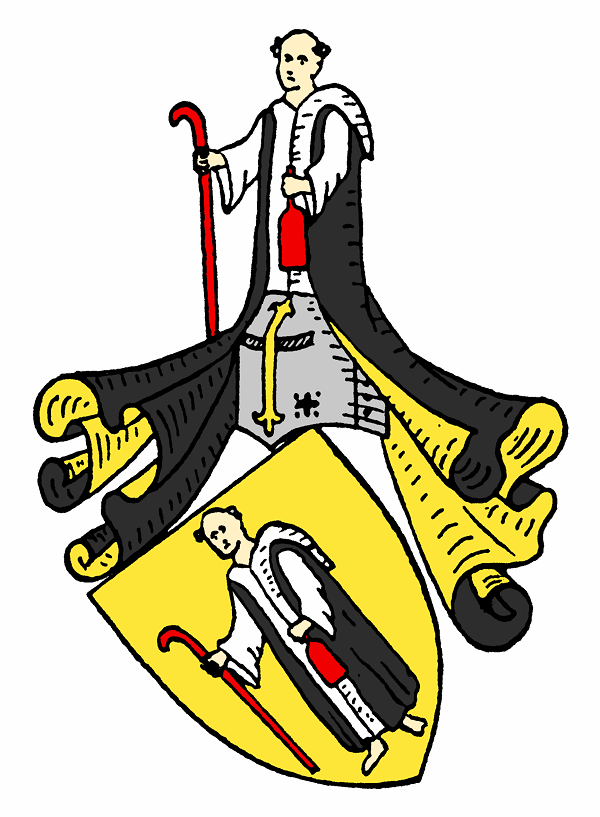
Herb Hilmara von Münchhausena
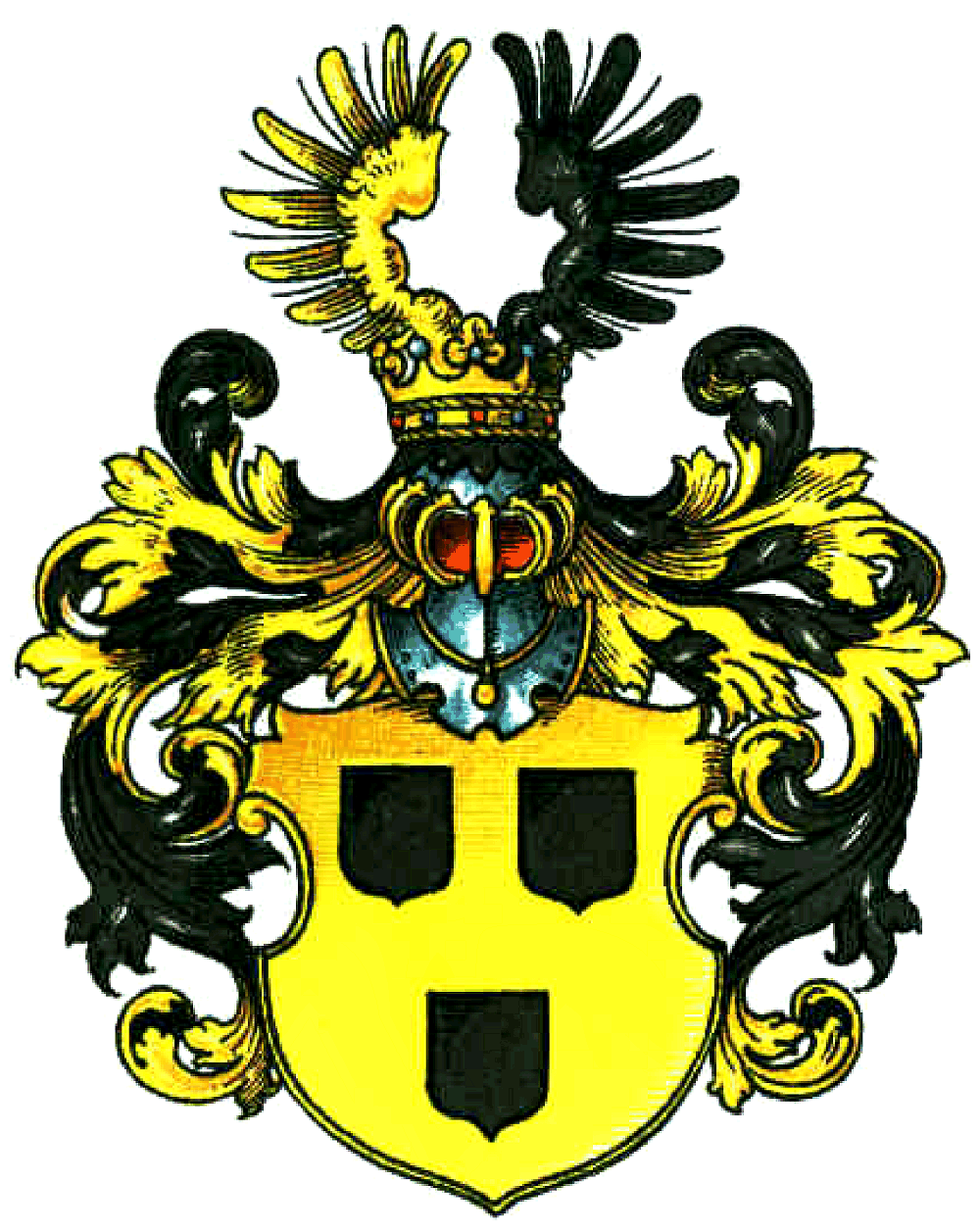
Herb Luizy von Löbbecke